# Australische Frauen-Cricket-Nationalmannschaft in den West Indies in der Saison 2019/20
Die Tour der Australische Frauen-Cricket-Nationalmannschaft auf die West Indies in der Saison 2019/20 fand vom 5. bis zum 18. September 2019 statt. Die internationale Cricket-Tour war Bestandteil der Internationalen Cricket-Saison 2019/20 und umfasste drei WODIs und drei WTwenty20s. Australien gewann die WODI- und die WTwenty20-Serie jeweils 3–0.

## Vorgeschichte
Für beide Mannschaften war es die erste Tour der Saison. Das letzte Aufeinandertreffen der beiden Mannschaften bei einer Tour fand in der Saison 2014/15 in Australien statt.

## Stadien
Die folgenden Stadien wurde für die Tour ausgewählt.
| Stadt       | Land                | Stadion                     | Kapazität | Spiele       |
| ----------- | ------------------- | --------------------------- | --------- | ------------ |
| Bridgetown  | Barbados            | Kensington Oval             | 11.000    | 1. – 3. WT20 |
| North Sound | Antigua und Barbuda | Sir Vivian Richards Stadium | 10.000    | 2. & 3. WODI |
| Osbourn     | Antigua und Barbuda | Coolidge Cricket Ground     | 5.000     | 1. WODI      |

## Kaderlisten
Australien benannte seine Kader am 23. August 2019. Die West Indies benannten ihren WODI-Kader am 29. August und ihren WTwenty20 am 14. September 2019.
| WODI | WODI | WTwenty20 | WTwenty20 |
| West Indies | Australien | West Indies | Australien |
| --- | --- | --- | --- |
| - Stafanie Taylor (K) - Hayley Matthews (VK) - Reniece Boyce (wk) - Shamilia Connell - Britney Cooper - Afy Fletcher - Shabika Gajnabi - Sheneta Grimmond - Chinelle Henry - Stacy-Ann King - Kycia Knight - Kyshona Knight - Natasha McLean - Anisa Mohammed - Karishma Ramharack | - Meg Lanning (K) - Rachael Haynes (VK) - Erin Burns - Nicola Carey - Ashleigh Gardner - Heather Graham - Alyssa Healy (wk) - Jess Jonassen - Delissa Kimmince - Beth Mooney - Ellyse Perry - Megan Schutt - Tayla Vlaeminck - Georgia Wareham | - Stafanie Taylor (K) - Reniece Boyce (wk) - Shamilia Connell - Britney Cooper - Afy Fletcher - Shabika Gajnabi - Sheneta Grimmond - Chinelle Henry - Stacy-Ann King - Kyshona Knight - Natasha McLean - Anisa Mohammed - Karishma Ramharack | - Meg Lanning (K) - Rachael Haynes (VK) - Erin Burns - Nicola Carey - Ashleigh Gardner - Heather Graham - Alyssa Healy (wk) - Jess Jonassen - Delissa Kimmince - Beth Mooney - Ellyse Perry - Megan Schutt - Tayla Vlaeminck - Georgia Wareham |

## Women’s One-Day Internationals

### Erstes WODI in  Osbourn
| 5. September Scorecard | Osbourn | Australien 308-4 (50)           | – | West Indies 130 (37.3) |
|                        |         | Australien gewinnt mit 178 Runs |   |                        |

Die West Indies gewannen den Münzwurf und entschieden sich als Feldmannschaft zu beginnen. Als Spielerin des Spiels wurde Alyssa Healy ausgezeichnet.

### Zweites WODI in North Sound
| 8. September Scorecard | North Sound | Australien 308-2 (50)           | – | West Indies 157-8 (50) |
|                        |             | Australien gewinnt mit 151 Runs |   |                        |

Australien gewann den Münzwurf und entschied sich als Schlagmannschaft zu beginnen. Als Spielerin des Spiels wurde Ellyse Perry ausgezeichnet.

### Drittes WODI in North Sound
| 11. September Scorecard | North Sound | West Indies 180 (50)             | – | Australien 182-2 (31.1) |
|                         |             | Australien gewinnt mit 8 Wickets |   |                         |

Die West Indies gewannen den Münzwurf und entschieden sich als Schlagmannschaft zu beginnen. Als Spielerin des Spiels wurde Alyssa Healy ausgezeichnet.

## Women’s Twenty20 Internationals

### Erstes WTwenty20 in Bridgetown
| 14. September Scorecard | Bridgetown | West Indies 106-8 (20)           | – | Australien 108-4 (18.5) |
|                         |            | Australien gewinnt mit 6 Wickets |   |                         |

Die West Indies gewannen den Münzwurf und entschieden sich als Schlagmannschaft zu beginnen. Als Spielerin des Spiels wurde Meg Lanning ausgezeichnet.

### Zweites WTwenty20 in Bridgetown
| 16. September Scorecard | Bridgetown | West Indies 97-9 (20)            | – | Australien 98-1 (14.3) |
|                         |            | Australien gewinnt mit 9 Wickets |   |                        |

Australien gewann den Münzwurf und entschied sich als Schlagmannschaft zu beginnen. Als Spielerin des Spiels wurde Alyssa Healy ausgezeichnet.

### Drittes WTwenty20 in Bridgetown
| 18. September Scorecard | Bridgetown | West Indies 81 (20)              | – | Australien 83-1 (7.3) |
|                         |            | Australien gewinnt mit 9 Wickets |   |                       |

Die West Indies gewannen den Münzwurf und entschieden sich als Schlagmannschaft zu beginnen. Als Spielerin des Spiels wurde Jess Jonassen ausgezeichnet.

## Auszeichnungen

### Player of the Series
Als Player of the Series wurden der folgende Spieler ausgezeichnet.
| Serie | Player of the Series |
| ----- | -------------------- |
| WODI  | Ellyse Perry         |
| WT20  | Alyssa Healy         |

### Player of the Match
Als Player of the Match wurden die folgenden Spielerinnen ausgezeichnet.
| Spiel   | Player of the Match |
| ------- | ------------------- |
| 1. WODI | Alyssa Healy        |
| 2. WODI | Ellyse Perry        |
| 3. WODI | Alyssa Healy        |
| 1. WT20 | Meg Lanning         |
| 2. WT20 | Alyssa Healy        |
| 3. WT20 | Jess Jonassen       |